# Bình Cốc
Bình Cốc (tiếng Trung: 平谷区, bính âm: Pínggǔ Qū, Hán Việt: Bình Cốc khu là một quận ngoại ô của thủ đô Bắc Kinh, Trung Quốc. Quận Bình Cốc có diện tích 1075 km², dân số theo điều tra năm 2000 là 397.000 người và mật độ dân số là 369 người/km². Đây là huyện Bình Cốc cho đến 2001 thì được chuyển thành quận.

## Khí hậu
| Dữ liệu khí hậu của Bình Cốc (1991–2020 normals, extremes 1981–2010) | Dữ liệu khí hậu của Bình Cốc (1991–2020 normals, extremes 1981–2010) | Dữ liệu khí hậu của Bình Cốc (1991–2020 normals, extremes 1981–2010) | Dữ liệu khí hậu của Bình Cốc (1991–2020 normals, extremes 1981–2010) | Dữ liệu khí hậu của Bình Cốc (1991–2020 normals, extremes 1981–2010) | Dữ liệu khí hậu của Bình Cốc (1991–2020 normals, extremes 1981–2010) | Dữ liệu khí hậu của Bình Cốc (1991–2020 normals, extremes 1981–2010) | Dữ liệu khí hậu của Bình Cốc (1991–2020 normals, extremes 1981–2010) | Dữ liệu khí hậu của Bình Cốc (1991–2020 normals, extremes 1981–2010) | Dữ liệu khí hậu của Bình Cốc (1991–2020 normals, extremes 1981–2010) | Dữ liệu khí hậu của Bình Cốc (1991–2020 normals, extremes 1981–2010) | Dữ liệu khí hậu của Bình Cốc (1991–2020 normals, extremes 1981–2010) | Dữ liệu khí hậu của Bình Cốc (1991–2020 normals, extremes 1981–2010) | Dữ liệu khí hậu của Bình Cốc (1991–2020 normals, extremes 1981–2010) |
| Tháng                                                                | 1                                                                    | 2                                                                    | 3                                                                    | 4                                                                    | 5                                                                    | 6                                                                    | 7                                                                    | 8                                                                    | 9                                                                    | 10                                                                   | 11                                                                   | 12                                                                   | Năm                                                                  |
| -------------------------------------------------------------------- | -------------------------------------------------------------------- | -------------------------------------------------------------------- | -------------------------------------------------------------------- | -------------------------------------------------------------------- | -------------------------------------------------------------------- | -------------------------------------------------------------------- | -------------------------------------------------------------------- | -------------------------------------------------------------------- | -------------------------------------------------------------------- | -------------------------------------------------------------------- | -------------------------------------------------------------------- | -------------------------------------------------------------------- | -------------------------------------------------------------------- |
| Cao kỉ lục °C (°F)                                                   | 13.8 (56.8)                                                          | 19.3 (66.7)                                                          | 27.1 (80.8)                                                          | 31.6 (88.9)                                                          | 36.9 (98.4)                                                          | 39.3 (102.7)                                                         | 41.3 (106.3)                                                         | 36.7 (98.1)                                                          | 34.5 (94.1)                                                          | 29.9 (85.8)                                                          | 22.0 (71.6)                                                          | 13.7 (56.7)                                                          | 41.3 (106.3)                                                         |
| Trung bình ngày tối đa °C (°F)                                       | 2.0 (35.6)                                                           | 5.9 (42.6)                                                           | 12.8 (55.0)                                                          | 20.7 (69.3)                                                          | 26.9 (80.4)                                                          | 30.5 (86.9)                                                          | 31.5 (88.7)                                                          | 30.4 (86.7)                                                          | 26.2 (79.2)                                                          | 19.2 (66.6)                                                          | 10.1 (50.2)                                                          | 3.2 (37.8)                                                           | 18.3 (64.9)                                                          |
| Trung bình ngày °C (°F)                                              | −4.9 (23.2)                                                          | −1.2 (29.8)                                                          | 6.1 (43.0)                                                           | 14.3 (57.7)                                                          | 20.4 (68.7)                                                          | 24.6 (76.3)                                                          | 26.5 (79.7)                                                          | 25.2 (77.4)                                                          | 19.8 (67.6)                                                          | 12.3 (54.1)                                                          | 3.5 (38.3)                                                           | −3.2 (26.2)                                                          | 12.0 (53.5)                                                          |
| Tối thiểu trung bình ngày °C (°F)                                    | −10.3 (13.5)                                                         | −7.1 (19.2)                                                          | −0.1 (31.8)                                                          | 7.5 (45.5)                                                           | 13.5 (56.3)                                                          | 18.8 (65.8)                                                          | 22.0 (71.6)                                                          | 20.7 (69.3)                                                          | 14.5 (58.1)                                                          | 6.5 (43.7)                                                           | −1.7 (28.9)                                                          | −8.1 (17.4)                                                          | 6.4 (43.4)                                                           |
| Thấp kỉ lục °C (°F)                                                  | −22.2 (−8.0)                                                         | −20.8 (−5.4)                                                         | −13.3 (8.1)                                                          | −4.2 (24.4)                                                          | 1.6 (34.9)                                                           | 8.0 (46.4)                                                           | 13.9 (57.0)                                                          | 12.1 (53.8)                                                          | 3.4 (38.1)                                                           | −5.0 (23.0)                                                          | −13.2 (8.2)                                                          | −22.3 (−8.1)                                                         | −22.3 (−8.1)                                                         |
| Lượng Giáng thủy trung bình mm (inches)                              | 2.1 (0.08)                                                           | 4.5 (0.18)                                                           | 7.9 (0.31)                                                           | 23.0 (0.91)                                                          | 42.8 (1.69)                                                          | 92.8 (3.65)                                                          | 194.6 (7.66)                                                         | 128.5 (5.06)                                                         | 59.4 (2.34)                                                          | 29.8 (1.17)                                                          | 15.0 (0.59)                                                          | 2.8 (0.11)                                                           | 603.2 (23.75)                                                        |
| Số ngày giáng thủy trung bình (≥ 0.1 mm)                             | 1.4                                                                  | 1.9                                                                  | 2.7                                                                  | 4.5                                                                  | 6.4                                                                  | 10.1                                                                 | 13.1                                                                 | 10.2                                                                 | 7.1                                                                  | 4.9                                                                  | 3.2                                                                  | 1.8                                                                  | 67.3                                                                 |
| Số ngày tuyết rơi trung bình                                         | 3.0                                                                  | 2.6                                                                  | 1.2                                                                  | 0.1                                                                  | 0                                                                    | 0                                                                    | 0                                                                    | 0                                                                    | 0                                                                    | 0                                                                    | 1.7                                                                  | 2.9                                                                  | 11.5                                                                 |
| Độ ẩm tương đối trung bình (%)                                       | 49                                                                   | 46                                                                   | 45                                                                   | 46                                                                   | 53                                                                   | 62                                                                   | 74                                                                   | 77                                                                   | 73                                                                   | 67                                                                   | 61                                                                   | 54                                                                   | 59                                                                   |
| Số giờ nắng trung bình tháng                                         | 183.2                                                                | 182.5                                                                | 224.4                                                                | 235.2                                                                | 260.6                                                                | 220.9                                                                | 183.8                                                                | 205.0                                                                | 207.2                                                                | 194.9                                                                | 168.4                                                                | 174.7                                                                | 2.440,8                                                              |
| Phần trăm nắng có thể                                                | 61                                                                   | 60                                                                   | 60                                                                   | 59                                                                   | 58                                                                   | 49                                                                   | 41                                                                   | 49                                                                   | 56                                                                   | 57                                                                   | 57                                                                   | 61                                                                   | 56                                                                   |
| Nguồn: China Meteorological Administration                           |                                                                      |                                                                      |                                                                      |                                                                      |                                                                      |                                                                      |                                                                      |                                                                      |                                                                      |                                                                      |                                                                      |                                                                      |                                                                      |